# Taormina
Taormina (sicilijanski: Taurmina; grčki: Ταυρομένιον - Tauromenion; latinski: Tauromenium) je manji grad na Siciliji u Italiji, koji je u antičko vrijeme je bio grčka kolonija koja je postojala još od 400. pr. Kr., a kasnije je grad postao i dio Rimskog imperija 212. pr. Kr. tijekom Drugog punskog rata.

## Zemljopis i povijesne atrakcije
Taormina se nalazi u pokrajini Messini, zajedno s Eolskim otocima i antičkim gradom Milazzom. Do Taormine se može doći autocestom od Messine sa sjevera i od Catanije s juga. Taormina je vrlo popularna turistička atrakcija još od 19. stoljeća. Plaže (do kojih se može doći žičarom) nalaze se na Jonskom moru, koje je vrlo toplo i ima visoki salinitet. Južno od Taormine nalazi se otok Bella (Isola Bella) koji je poznat po lijepim plažama. Blizu se nalazi i spilja Capo Sant' Andrea. Taormina je izgrađena na vrlo strmoj obali, i samo je 45 minuta vožnje od Etne koja je najaktivniji vulkan u Europi. Ostaci grčkog amfiteatra (teatro greco) nisu iz grčkog razdoblja, jer su Rimljani izgradili novi amfiteatar na mjestu starog u 2. stoljeću pr. Kr. Ovo je drugi po veličini amfiteatar na Siciliji koji se često koristi za izvođenje raznih kazališnih predstava kao i za koncerte.
Tijekom ranog 20. stoljeća, grad je postao mjesto okupljanja umjetnika, pisaca i intelektualaca. David Herbert Lawrence je živio tamo (Fontana Vecchia) od 1920. do 1922. godine, i napisao veliki broj pjesama, novela, kratkih priča, eseja i turističku knjigu More i Sardinija. Filmski festival u Taormini se održava već više od 50 godina.

## Vanjske poveznice
- Turističke informacije
- Službena stranica
- Taormina na Best of Sicily
- Fotografije  Arhivirana inačica izvorne stranice od 8. prosinca 2013. (Wayback Machine)
- Fotografije
- Taormina Arte službena stranica  Arhivirana inačica izvorne stranice od 22. listopada 2007. (Wayback Machine)
- Taormina Film Fest  Arhivirana inačica izvorne stranice od 31. kolovoza 2010. (Wayback Machine)
- Sinopoli Festival  Arhivirana inačica izvorne stranice od 21. kolovoza 2007. (Wayback Machine)